# Natalia Bode
Natalia Fedorovna Bode (en russe : Ната́лья Фёдоровна Боде́ ; née à Kiev 30 décembre 1914 et morte le 2 juillet 1996 à Moscou) est une photographe photojournaliste soviétique.

## Biographie
Natalia Bode naît à Kiev dans la famille d'enseignant d'école technique. En 1934, commence sa collaboration avec le journal Communiste, puis en 1938, elle devient chroniqueuse de la filiale ukrainienne de TASS. Des le début de la Seconde Guerre mondiale, Natalia Bode s'engage comme volontaire dans le journal Krasnaïa Armia (« Красная Армия »). Ses photoreportages du Front sud-ouest, Front central et du Premier front biélorusse sont également publiés dans la Pravda, Krasnaïa Zvezda, Ogoniok et par l'intermédiaire de Sovinformburo sont transmis à la presse étrangère. Elle documente notamment la bataille de Stalingrad. Pour les services rendus, on lui décerne plusieurs décorations et le grade de premier-lieutenant.
De retour à la vie civile, Natalia Bode publie un album de photos Par les Chemins de la guerre (« Дорогами войны ») chez Detskaïa literatoura. À partir de 1945, elle vit à Moscou et travaille pour le journal ukrainien Radianska kultura (« Радянська культура »).
Elle est considérée comme la seule femme photojournaliste ayant couvert le front de l'est du côté soviétique pendant la Seconde Guerre Mondiale.
Ses archives se trouvent notamment à RIA Novosti.

## Décorations
- ordre de l'Étoile rouge
- ordre de la Guerre patriotique
- médaille du Courage
- médaille pour la Défense de Stalingrad

## Expositions
- 2005, De  Stalingrad à Berlin. Photos militaires (« От  Сталинграда до Берлина. Военные фотографии »), galerie Photosoyuz, Moscou, 24 février - 12 mars[4].

## Galerie

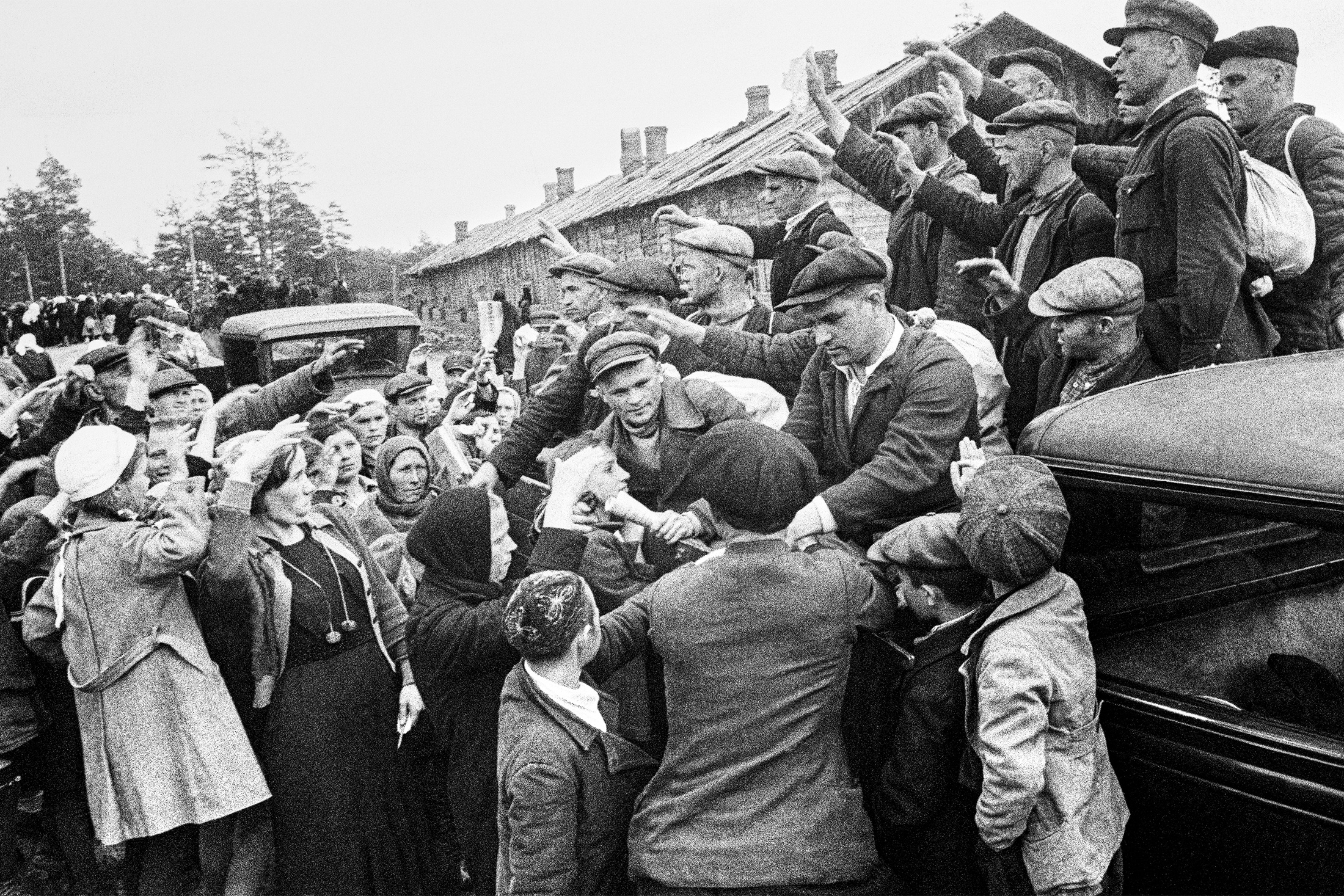
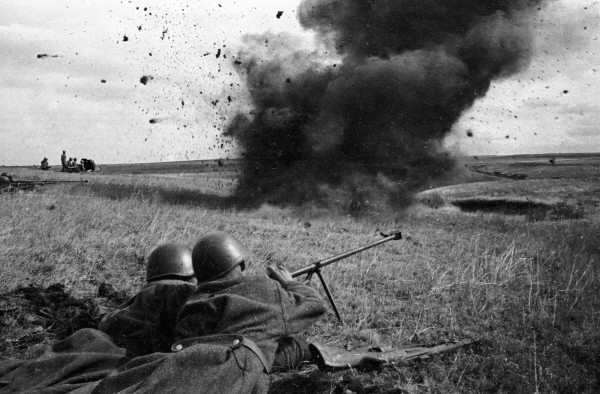